# Dicranomyia (Dicranomyia) punoensis
Dicranomyia (Dicranomyia) punoensis is een tweevleugelige uit de familie steltmuggen (Limoniidae). De soort komt voor in het Neotropisch gebied.